# かげはら史帆
かげはら 史帆（かげはら しほ、1982年 - ）は、日本の小説家、ノンフィクション作家。

## 略歴
1982年、東京都に生まれる。法政大学文学部日本文学科文芸コース卒業し、一橋大学大学院言語社会研究科修士課程を修了する。
2025年に『ベートーヴェン捏造 名プロデューサーは嘘をつく』が主演山田裕貴、脚本バカリズムで映画化される。

## 著書
- 『ベートーヴェン捏造 名プロデューサーは嘘をつく』（柏書房、2018）（文庫、河出書房新社、2023）
- 『ベートーヴェンの愛弟子』（春秋社、2020）
- 『ニジンスキーは銀橋で踊らない』（河出書房新社、2023）

## 参照
1. 1 2  『ベートーヴェン捏造 名プロデューサーは嘘をつく』著者紹介文
2. ↑  映画『ベートーヴェン捏造』